# Tomás Goyoaga
Tomás Goyoaga (nascido em 28 de junho de 1898, data de óbito desconhecida) foi um Chileno esgrimista. Ele competiu em 1928 e 1936 jogos Olímpicos de Verão.